# Antonio Drove
Antonio Drove  (Madrid, 1 de noviembre de 1942 - París, 24 de septiembre de 2005) fue un director de cine y guionista español.

## Biografía
Comenzó estudios de Ingeniería Industrial, abandonándolos para dedicarse al cine, matriculándose en la Escuela Oficial de Cine. Formó parte de la Escuela de Argüelles, junto a Luis Revenga, Antonio Franco, José María Carreño, Miguel Marías y Manolo Marinero, que se reunían a finales de los años 1960 en la cafetería La Verdad, y en los cines de este barrio. El escritor Antonio Martínez Sarrión lo definió así: "El funámbulo, el ilusionista, el Fregoli del grupo era Drove, personificación y seña del noble y antiguo arte de inventar entretenimiento". Escribió también en la revista Nuestro cine y en El Mundo. Realizó, asimismo, un documental sobre Luis Buñuel. Tiene antepasados alemanes.

## Filmografía como director
- La primera comunión (1966)
- La caza de brujas (1967)
- Tocata y fuga de Lolita (1974)
- Mi mujer es muy decente, dentro de lo que cabe (1975)
- Nosotros que fuimos tan felices (1976)
- La verdad sobre el caso Savolta (1980)
- El túnel (1988)

### Televisión
- Los pintores del Prado (1974)
- Curro Jiménez (3 episodios en 1977)
- Eurocops (2 episodios en 1989 y 1990)
- La huella del crimen 2: El crimen de Don Benito (1991)
- Crónicas del mal: Su juguete favorito (1992)

## Obras
- Tiempo de vivir, tiempo de revivir: Conversaciones con Douglas Sirk

## Premios
Medallas del Círculo de Escritores Cinematográficos
| Año  | Categoría         | Película                | Resultado |
| ---- | ----------------- | ----------------------- | --------- |
| 1974 | Mejor guion       | Hay que matar a B.      | Ganador   |
| 1974 | Premio revelación | Tocata y fuga de Lolita | Ganador   |